# 제주중앙초등학교
제주중앙초등학교는 대한민국 제주특별자치도 제주시 삼도1동에 있는 공립 초등학교이다.

## 학교 연혁
- 1972년	10월 21일 서사라국민학교 설립인가
- 1977년	3월 1일 제주중앙국민학교로 개명
- 1977년	5월 2일 개교(8학급), 1,2,3학년(4학년은 본교 복귀)
- 1981년	2월 12일 제1회 졸업생 218명 배출
- 1984년	11월 8일 3층 3개 교실 증축
- 1990년	9월 21일 33학급 인가(특수학급 1학급 설치)
- 1994년	4월 1일 급식소(중앙관) 및 급식 시설 완비
- 1994년	8월 20일 운동장 스탠드 시설 완공
- 1995년	9월 1일 선수 합숙소 신축
- 1996년	3월 1일 제주중앙초등학교로 개칭
- 1998년	8월 1일 1층 교실(13실)개수, 화장실 3동 신축
- 1999년	1월 1일 2층 교실(13실)개수
- 2000년	1월 1일 3층 교실(13실)개수, 화장실 6동 개수
- 2001년	2월 28일 운동장 마사토 포설 및 배수로 정비
- 2001년	12월 3일 학교울타리 철거 및 공원화 사업
- 2002년	2월 28일 4층 2개 교실 증축
- 2002년	3월 1일 28학급 편성(특수학급포함)
- 2002년	12월 2일 4층 2개 교원 휴게실 증축
- 2004년	3월 1일 31학급 편성(특수학급 포함)
- 2005년	10월 1일 과학실 리모델링
- 2005년	11월 7일 꿈나라, 희망나라 도서관 개관
- 2007년	2월 16일 다목적 강당(체육관) 준공
- 2009년	7월 15일 급식소(중앙관) 준공
- 2009년	10월 30일 학교 숲 조성
- 2010년	10월 30일 보건실, 방송실 리모델링
- 2011년	1월 12일 천연잔디운동장 조성
- 2012년	3월 1일 병설유치원 설립인가(2학급)
- 2015년	3월 1일 25학급 편성(특수학급 포함)
- 2017년	2월 7일 병설유치원 제5회 졸업 52명, 총258명
- 2017년	2월 8일 제37회 졸업 99명, 총 7,363명
- 2017년	3월 1일 26학급 편성(특수학급 포함)
- 2017년	3월 1일 제18대 김금희 교장 부임
- 2018년 1월 25일 병설유치원 제6회 졸업 52명, 총310명
- 2018년 1월 26일 제38회 졸업 114명, 총 7,477명
- 2018년 3월 1일 26학급 편성(특수학급 포함)
- 2019년 1월 24일 병설유치원 제7회 졸업 52명, 총362명
- 2019년 1월 25일 제39회 졸업 103명, 총 7,580명
- 2019년 3월 1일 26학급 편성(특수학급 포함)

## 참고 자료
- 제주중앙초등학교 - 한국교육학술정보원 학교알리미